# 蒙德哈尔
蒙德哈尔，是西班牙卡斯蒂利亚-拉曼恰瓜达拉哈拉省的一个市镇。总面积48平方公里，总人口2223人（2001年），人口密度46人/平方公里。